# Skulpturenradweg Bitburg
Der Skulpturenradweg Bitburg, von Bitburg in der Südeifel nach Steinheim in Luxemburg ist ein Teilstück des Skulpturenwegs Rheinland-Pfalz.

## Projektbeschreibung
Die Förderung des Landes Rheinland-Pfalz von Kunstprojekten im öffentlichen Raum führte 2003 mit einem internationalen Bildhauersymposium zur Entstehung des Skulpturenradwegs. Er verläuft von Bitburg bis Irrel auf dem Nimstal-Radweg, dann auf dem Prümtal-Radweg bis Steinheim. Für alle acht Skulpturen wurde einheimischer Sandstein verwendet.

## Künstler und Werke
- Barbara Neuhäuser: Großer Wächter, (bei Bitburg)
- Mark Lorenz: In-Con-tained, (bei Messerich)
- Atsuo Okamoto: Unit - A.LB. 03 s/1.25 co, (bei Wolsfeld)
- Albert Hettinger: Verschiebung oder Die unerklärliche Leichtigkeit des Seins, (bei Alsdorf)
- Daniel Bragoni: Insieme, (bei Alsdorf)
- Fu Zhongwang: Nature, (bei Niederweis)
- Barbara Falender: Vrikshasana, (bei Menningen)
- Christoph Mancke: Tor zum Wasser, (bei Steinheim)[3]